# Czesław Kiszczak
Czesław Jan Kiszczak [ˈt͡ʂɛswaf ˈkiʂt͡ʂak] ⓘ (19 tháng 10 năm 1925 - 5 tháng 11 năm 2015) là một viên tướng, Bộ trưởng Bộ nội vụ thời Cộng sản (1981–1990) và Thủ tướng (1989) của Ba Lan.
Ông đóng một vai trò quan trọng trong việc thiết quân luật và đàn áp phong trào Đoàn kết ở Ba Lan vào năm 1981. Nhưng tám năm sau, ông chủ trì quá trình chuyển đổi sang nền dân chủ với tư cách là thủ tướng thuộc phe cộng sản cuối cùng và là đồng chủ tịch của Hội nghị Bàn tròn, trong đó các quan chức của Đảng Công nhân Thống nhất Ba Lan cầm quyền phải đối diện với các nhà lãnh đạo dân chủ thuộc phe đối lập. Hội nghị đã dẫn đến việc hòa giải và khôi phục Công đoàn Đoàn kết, cuộc bầu cử năm 1989, và sự hình thành chính phủ phi cộng sản đầu tiên của Ba Lan kể từ năm 1945.

## Thời thơ ấu
Czesław Kiszczak sinh ngày 19 tháng 10 năm 1925 tại Roczyny, là con trai của một nông dân đang gặp khó khăn do bị sa thải công việc công nhân luyện thép vì theo lý tưởng của đảng cộng sản. Do niềm tin của cha mình, cậu bé Czesław được nuôi dưỡng trong bầu không khí chống giáo sĩ, thân Liên Xô.

## Bộ trưởng Bộ Nội vụ

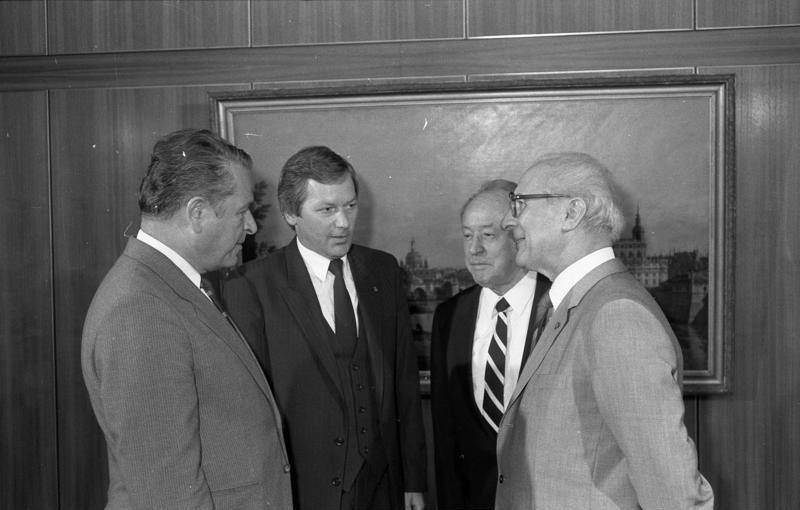
Kiszczak - Trong cuộc họp với Tổng bí thư Đảng Xã hội chủ nghĩa Thống nhất Đức Erich Honecker năm 1988

Tháng 7 năm 1981, Kiszczak được bổ nhiệm làm Bộ trưởng Bộ Nội vụ. Bộ Nội vụ cùng với Bộ Quốc phòng là một trong những cơ quan hành chính lớn nhất và quyền lực nhất ở Ba Lan, chịu trách nhiệm về lực lượng cảnh sát, cảnh sát mật, bảo vệ chính phủ, thông tin liên lạc mật, giám sát chính quyền địa phương, cơ sở cải huấn và dịch vụ cứu hỏa.
Trên cương vị đó, Kiszczak đã tham gia vào việc chuẩn bị và thực hiện lệnh thiết quân luật được ban bố tại Ba Lan vào ngày 13 tháng 12 năm 1981. Ông trở thành thành viên của Hội đồng Quân nhân Cứu quốc, một cơ quan bán chính phủ quản lý Ba Lan trong thời kỳ thiết quân luật (1981–83). Năm 1982, ông trở thành phó ủy viên Bộ Chính trị Đảng Công nhân Thống nhất Ba Lan và là ủy viên chính thức vào năm 1986. Từ tháng 12 năm 1981 đến tháng 6 năm 1989, Kiszczak là người quan trọng thứ hai ở Ba Lan chỉ sau Tướng Wojciech Jaruzelski, lãnh đạo cấp cao nhất của quốc gia. Họ cùng nhau tổ chức một cuộc đàn áp nhằm mục đích tiêu diệt Khối Đoàn kết, phong trào công đoàn phi cộng sản đầu tiên của Khối phía Đông. Thiết quân luật bao gồm việc bắt giữ hàng loạt các nhà hoạt động Đoàn kết, lệnh giới nghiêm và các biện pháp khắc nghiệt khác.
Các tướng Kiszczak và Jaruzelski sau đó khẳng định rằng họ đang áp đặt thiết quân luật để ngăn chặn một cuộc xâm lược do Liên Xô lãnh đạo có khả năng xảy ra nhằm đáp trả lại cuộc nổi dậy Đoàn kết, như nó đã xảy ra sau một phong trào cải cách ở Tiệp Khắc năm 1968 (sự kiện Mùa xuân Praha). "Tôi đã cứu đất nước khỏi những rắc rối khủng khiếp", Kiszczak nói nhiều năm sau đó. Nhưng các nhà phê bình cho rằng Jaruzelski và Kiszczak đang tuân theo mệnh lệnh của Moscow trong việc thực hiện một cuộc đàn áp tàn bạo đã gây ra cái chết của 9 thợ mỏ đang biểu tình bị cảnh sát bắn chết trong chiến dịch Bình định Wujek.
Với tư cách là Bộ trưởng Bộ nội vụ, Kiszczak chịu trách nhiệm về việc che đậy cái chết của Grzegorz Przemyk sau khi ông bị hai cảnh sát đánh đập dã man vào năm 1983. Hồ sơ vụ án có lưu giữ giấy viết tay của ông trong đó ra lệnh cho bên công tố "chỉ bám vào một phiên bản của cuộc điều tra - các nhân viên y tế", dẫn đến việc một bác sĩ và một nhân viên y tế bị kết án oan và bị bỏ tù trong hơn một năm để che đậy cho một phiên tòa dàn dựng. Năm 1984, Kiszczak đã trao phần thưởng về mặt tài chính cho những cảnh sát đã phối hợp trong việc che đậy. Trong phiên tòa xét xử ở Ba Lan thời hậu cộng sản vào năm 1997, một trong những sĩ quan đã tham gia vụ đánh đập cuối cùng đã bị đưa ra xét xử, một người khác được tha bổng, nhưng Kiszczak không bị xét xử và không phải chịu bất kỳ hình phạt nào cho vai trò chủ mưu che đậy tội ác.
Vào cuối những năm 1980, với những thay đổi địa chính trị to lớn mà cuộc cải cách kéo dài bốn năm của Gorbachev ở Liên Xô và một nền kinh tế đang suy thoái của Ba Lan mang lại, Kiszczak đã đàm phán Hiệp định Bàn tròn Ba Lan với phe đối lập, dẫn đến việc tái công nhận Công đoàn Đoàn kết và các điều khoản cho cuộc bầu cử năm 1989. Các ứng cử viên thuộc phe Đoàn kết đã giành được gần như tất cả các ghế trong Quốc hội mà họ được phép tranh cử.
Kiszczak được bổ nhiệm làm Thủ tướng năm 1989, nhưng phe Đoàn kết từ chối gia nhập một chính phủ do cộng sản lãnh đạo. Trong vòng vài tuần, để ngăn chặn tình trạng bất ổn lao động tiếp tục bùng phát do giá thực phẩm tăng cao, ông từ chức và gia nhập một liên minh mà phần lớn là người thuộc phe Đoàn kết với tư cách là phó thủ tướng và Bộ trưởng Bộ nội vụ. Ông công tác tại vị trí này cho đến khi từ giã sự nghiệp chính trị vào giữa năm 1990.

## Qua đời

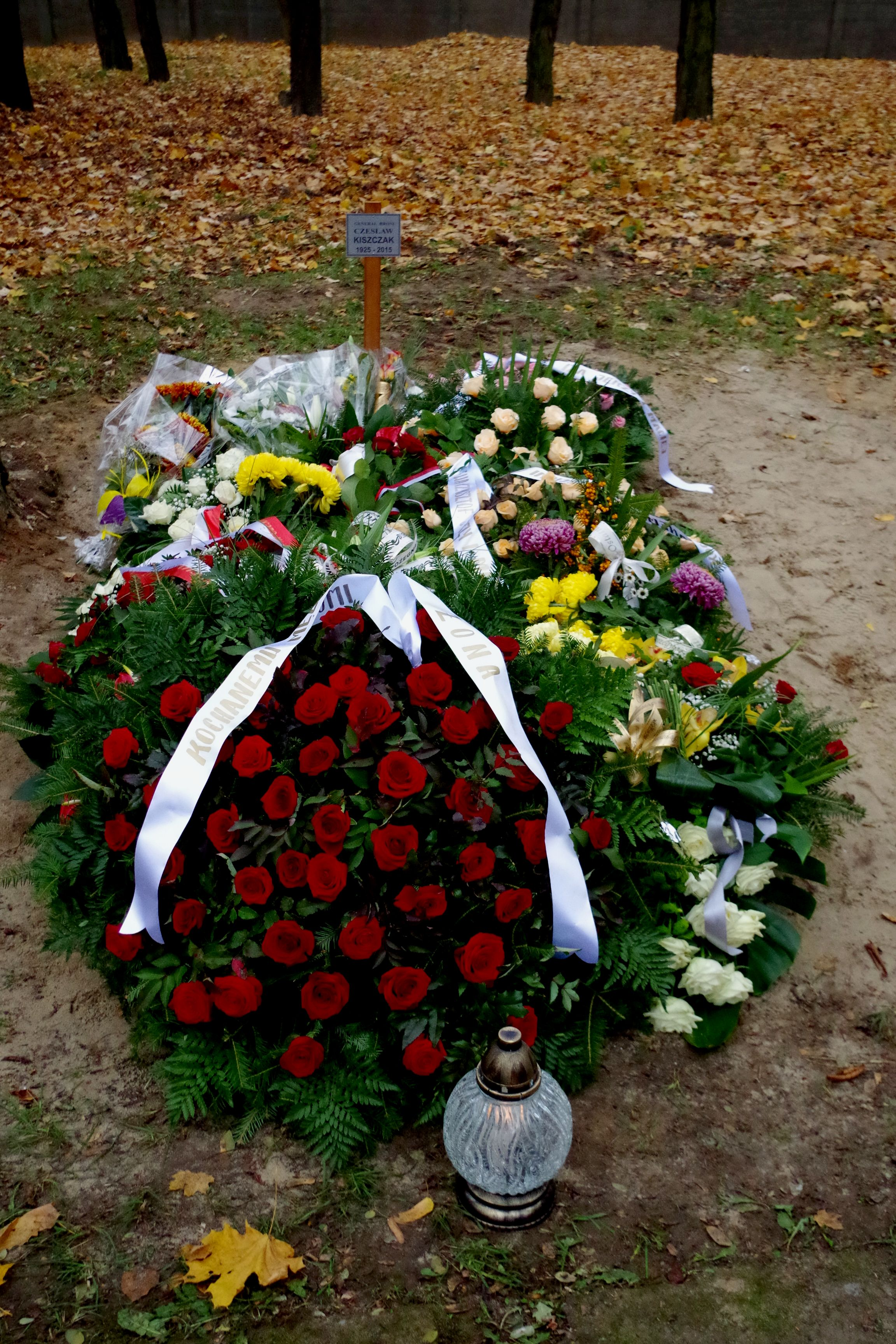
Mộ phần của tướng Kiszczak (Tháng 11 năm 2015)

Kiszczak qua đời tại Warszawa vào ngày 5 tháng 11 năm 2015 ở tuổi 90 do bệnh về tim. Bộ Quốc phòng Ba Lan từ chối phân bổ một khu đất chôn cất ông tại Nghĩa trang Quân đội Powązki hoặc tổ chức lễ tang danh dự cho quân nhân. Vị tướng được an táng tại Nghĩa trang Chính thống ở Warszawa trước sự chứng kiến của các thành viên trong gia đình và bạn bè. Không có quan chức chính phủ hoặc quân đội nào tham dự buổi lễ.

## Vinh danh
- Order of the Builders of People's Poland (1984)
- Order of the Banner of Work, hạng I
- Commander's Cross of Order of Polonia Restituta (1972)
- Knight's Cross of Order of Polonia Restituta
- Order of the Cross of Grunwald, hạng III
- Medal of the 10th Anniversary of People's Poland (1954)
- Medal of the 30th Anniversary of People's Poland (1974)
- Medal of the 40th Anniversary of People's Poland (1984)
- Medal of the Armed Forces in the Service of the Fatherland vàng
- Medal of the Armed Forces in the Service of the Fatherland bạc
- Medal of the Armed Forces in the Service of the Fatherland đồng
- Medal of Merit for National Defence vàng
- Medal of Merit for National Defence bạc
- Medal of Merit for National Defence đồng
- Grunwald Badge
- Badge of Merit for Law Enforcement bạc
- Badge of Merit for Law Enforcement đồng
- Badge of Merit for Border Protection of PRL đồng
- Order of the Patriotic War, hạng I (Liên Xô)
- Medal "For Strengthening of Brotherhood in Arms" (Liên Xô)